# 卡塔盧奇鎮區 (北卡羅萊納州海伍德縣)
卡塔盧奇鎮區（英語：Cataloochee Township）是位於美國北卡羅萊納州海伍德縣的一個鎮區。

## 地方資料
卡塔盧奇鎮區的面積為289.04平方千米，皆為陸地。根據2020年美國人口普查的數據，當地共有人口58人，而人口密度為每平方千米0.2人。